# Задняя комиссура
Задняя комиссура (известная также как эпиталамическая комиссура) — это закруглённая полоса волокон белого вещества, пересекающая межполушарную среднюю линию в дорсальной верхней части водопровода мозга. Она важна для поддержания согласованной двусторонней реакции зрачков на свет.